# Bachich József
Bachich József (Bacsich József) (1765 körül – Sopron, 1851. szeptember 9.) író.

## Élete
A kőszegi kerületi táblánál volt iktató. Saidar és Burik avagy: Margareta szigete Buda és Pest között című lovagregényét ismeretlen német szerző nyomán írta. (Ezt később Bárány Boldizsár dramatizálta.) Nyugdíjasként halt meg 86 éves korában.

## Munkái
- Saidar és Burik avagy: Margareta szigete Buda és Pest között. Egy történet IV. Béla király idejéből. Pozsony, 1808. (Téli és nyári könyvtár IX. darab.)
- A leg-szükségessebb tudományoknak veleje. Funke után magyarosította és bővítette. Pozsony, 1821. Online